# 蒂亞戈·佩雷拉
蒂亞戈·佩雷拉（英語：Thiago Pereira；1986年1月26日—）是一位巴西游泳運動員。他是巴西歷史上最偉大游泳運動員之一。在2012年倫敦奧運會男子400米混合泳的比賽中，他獲得了銀牌的成績。